# Gyari Dorjee Youdon
Gyari Dorjee Youdon (tibetisch རྒྱ་རི་རྡོ་རྗེ་གཡུ་སྒྲོན, Wylie: rgya ri rdo rje g.yu sgron; geb. 1932 in Tibet; gest. 19. April 2024 in Indien) war eine tibetische Widerstandskämpferin und Mitglied der Chushi Gangdrug (tibetische Widerstandsgruppe).

## Leben
Dorjee Youdon wurde 1932 geboren. Wie ihre ältere Schwester Norzin Lhamo stammt sie aus der Familie Miloktsang und ist die Nachfahrin von Kriegern, die vom tibetischen Kaiser Thrisong Detsen zur Bewachung der Ostgrenze Tibets geschickt wurden um „niemals“ (milok) nach Zentraltibet zurückzukehren. Beide Schwestern heirateten Nima Gyaritsang, den Häuptling von Ober-Nyarong (ཉག་རོང་།, nyak rong/新龍 xīnlóng).
Im Jahr 1956 trat Gyari Dorjee Youdon als mutige Anführerin gegen chinesische Unterdrückung in Nyarong hervor. Um sogenannte „demokratische Reformen“ durchzusetzen, griff die Volksbefreiungsarmee auf so genannte „Kampfsitzungen“ zurück, welche mit öffentlicher Kritik, Denunziation und körperlicher Gewalt gegen prominente Bürger, Lamas und Dorfführer vorgingen. Oft gefolgt von Hinrichtungen. Gyari Dorjee Youdon, ihr Ehemann Gyari Nyima und ihre ältere Schwester Norzin Lhamo mobilisierten dagegen. Gyari Dorjee Youdon führte einen Aufstand in Nyarong an, um ihre Gemeinde vor der chinesischen Armee zu schützen.
Jamyang Norbu (འཇམ་དབྱངས་ནོར་བུ, ′jam-dbyangs nor-bu) erzählt:

„...schickte sie Briefe in ganz Osttibet, in denen sie das Volk aufrief, sich gegen die Chinesen zu erheben. In Männerkleidung und mit einer Pistole an der Seite ritt sie vor ihren Kriegern, um gegen den Feind zu kämpfen. Sie griff chinesische Kolonnen und Außenposten in ganz Nyarong heftig an. Die verbliebenen chinesischen Soldaten und Beamten zogen sich zur Drachenburg zurück, wo sie sich behaupteten.“

Seit 2010 leben Dorje Yudon und ihre ältere Schwester Norzin Lhamo in Neu-Delhi, ihr Ehemann Gyari Nyima starb am 30. August 1999.
Ihr Sohn, Lodi Gyari Rinpoche, zitiert Maura Moynihan, welche sie als „Ritterin, Verteidigerin der Zitadelle, Barbarenvernichterin, Beschützerin, Mutter“ („une cavalière, défenseure de la citadelle, tueuse de barbares, protectrice, mère“) beschrieb.

## Tod
Gyari Dorjee Youdon starb am 19. April 2024 im Alter von 92 Jahren in Delhi. Ihre Einäscherung wurde am 29. April 2024 von Khokim Rinpoche im Mindrölling-Kloster in Clement Town (Uttarakhand, Indien) durchgeführt.